# Rhythmbox
Rhythmbox — музыкальный проигрыватель для Linux и других UNIX-подобных операционных систем. Набор функций схож с таковым у Apple iTunes. Разработан специально для среды GNOME и использует GStreamer для вывода звука.

## Возможности

### Проигрывание музыки
- Поддерживается воспроизведение музыки с различных цифровых носителей. Rhythmbox поддерживает потоковое интернет-радио и подкасты;
- Также поддерживается стандарт Replay Gain;
- Возможно создание списков воспроизведения и т. н. «умных списков», которые обновляются по ранее заданным критериям;
- Пользователь может выставлять рейтинги отдельным песням, которые используются алгоритмом случайного воспроизведения (песни с более высоким рейтингом проигрываются чаще);
- Также имеется поддержка DAAP.

### Работа с Audio CD
- Копирование Audio CD (необходим Sound Juicer);
- Компрессия через GStreamer;
- Создание Audio CD из списков воспроизведения.

### Загрузка обложек альбомов
С релиза 0.9.5 Rhythmbox может отображать обложку воспроизводимого в данный момент альбома. Плагин при подключенном интернет-соединении будет искать обложку. Начиная с версии 0.12.6, может прочитать информацию из ID3-тегов. Если файл обложки сохранён в том же каталоге, где и звуковая дорожка, то данная картинка будет использована в качестве обложки.

### Текст песни
С релиза 0.9.5 Rhythmbox может загружать текст песни. Для этого нужно использовать комбинацию Ctrl-L.

### «Скробблер» Last.FM
С релиза 0.9.6 Rhythmbox может отправлять информацию о прослушанных композициях на интернет-сервис Last.FM (для этого предварительно нужно ввести информацию о своей учётной записи).

### Интеграция
Rhythmbox интегрирован во многие приложения:
- Контекстное меню Nautilus;
- Pidgin;
- XChat;
- Расширение для Firefox FoxyTunes;
- Music Applet — апплет для панели GNOME, позволяющий управлять Rhythmbox;
- и многие другие.

### Поддержка других устройств
- Поддержка iPod;
- Поддержка MTP;
- Поддержка HAL.